# 石勒
石 勒（せき ろく）は、五胡十六国時代の後趙の創建者。
幼年は西晋の皇族に売られて奴隷にもなったが、反乱に協力して匈奴の漢（後の前趙）の有力な部将となった。319年、皇帝の劉曜と対立するようになると後趙を建国し、329年に劉曜を捕らえて前趙を滅ぼした。華北の大部分を征した石勒は強盛な国家を築いた。また、西域の僧の仏図澄を厚遇して仏教の伝播に貢献した。死後は子の石弘が継いだが従子の石虎が簒奪した。

## 生涯

### 出自
当初、石勒は姓を持たず、名は単に「㔨」であった。274年、羯族の部落小帥の周曷朱の子として并州上党郡武郷県（現在の山西省晋中市楡社県の北西）に生まれた。凶暴であった父の周曷朱に対し、㔨は壮健で胆略があり騎射を好んだため父の代理を務め、部人から信頼された。
当時の羯族は経済的に困窮し、300年前後の太安年間には并州の飢饉戦乱に遭って部落離散していた。㔨も流浪の旅に出ざるを得ず、旧知の漢人の郭敬を頼り、飢えた胡人を売ることを提案した。しかしその途中で他の胡人と共に西晋の東嬴公司馬騰に軍資金のために捕らえられて山東で売られた。㔨は茌平の師懽という者の奴隷にされたが、師懽は㔨の異常な容貌を認めて自由の身とした。この時、師懽の隣の馬牧場の汲桑と親しくなった。また、群盗となって石勒十八騎のうち最初の八騎を従えたのもこの頃である。

### 八王の乱
永興2年（305年）、西晋では八王の乱が起きており、㔨と汲桑は数百騎を率いて成都王司馬穎の配下の公師藩と合流した。この頃、汲桑から石姓をつけてもらい、名を勒と改めた。石勒ら公師藩は鄴を攻めたが、范陽王司馬虓が部将のにこれを討たせると奔走した。司馬穎が東海王司馬越・東嬴公司馬騰らによって処刑されると、死んだ公師藩の後を継いだ汲桑は永嘉元年（307年）に苑中に帰還して掠奪をし、大将軍を自称して司馬穎の復仇を名目に反乱を起こした。石勒は汲桑のもとで前駆として活躍して掃虜将軍・忠明亭侯となった。汲桑らは鄴に入城して、司馬騰が軽騎で逃げたところを汲桑の部将が殺した。鄴宮を焼き、士民を万余人殺し、大いに掠奪し、さらに延津を渡って南の兗州を攻撃すると、太傅の司馬越が苟晞らにこれを討たせた。石勒は苟晞と戦ったが、万余人の死者を出す大敗をすると、汲桑は馬牧に、石勒は楽平に奔走した（汲桑は平原で斬られた）。

### 漢への帰順
永嘉元年（307年）10月、石勒は上党の胡人の部族長を伴い、匈奴の劉淵が興した漢（後の前趙）に帰順して輔漢将軍・平晋王とされた。当時、劉淵は漢王であると共に匈奴の大単于でもあった。石勒より2カ月遅れて帰順した王弥が漢の東萊公を授けられたのに対して、石勒が匈奴の称号の一つとして平晋王を授けられたのは彼が一定の評価をされていたからと考えられる。劉淵の招致に応じなかった烏桓の張伏利度の衆2千を心服させて帰順させると、都督山東征討諸軍事を加えられた。

### 漢の武将として
永鳳元年（308年）、劉聡の先鋒となって壷関を陥落させた。劉淵が皇帝を名乗ると平東大将軍となった。この頃に漢人の張賓が陣営に加わった。河瑞元年（309年）、劉淵から安東大将軍とされて開府した。鉅鹿・常山を攻め、君子営を作って漢人の知識人を集め、張賓を謀主とし、十八騎の多くが軍の指揮官となった。その後、鎮東大将軍に進められ、合わせて汲郡公に封じようとしたが、郡公に関しては辞退した。当時、石勒は漢の臣下としての官爵を未だに受けていなかったが、劉淵はそれを咎めることが出来ない程の勢力を築き上げていた（ただし、晋との戦い中であることも考慮する必要がある）。
光興元年（310年）に劉淵が死去して劉聡（昭武帝）が即位すると并州刺史となり、汲郡公に封じられた。政変によって皇位に就いた劉聡にとってそれまで漢の官爵を受けなかった石勒が官爵を受けたことは大きな政治的成果であり、反対に石勒にとっても劉聡を支持する姿勢をみせることで漢との関係の安定化を図る意図があったと考えられている。嘉平元年（311年）、東海王司馬越の葬列を襲い、司馬越の子で鎮軍将軍の司馬毗ら西晋軍の主力を壊滅させ、孔萇の進言に従い、司馬毗を捕獲し太尉王衍など軍高官や王侯100人以上を含む10万人近くを殺害した。
同年、大将軍の苟晞を殺害し、さらに対立した王弥を殺してその部下を併せたが、江南地方への侵攻は失敗した。江南の攻略中には、劉琨が生き別れの母および、石勒の従子の石虎を送り届けて晋への帰順を促したが、石勒は丁重に応対したものの帰順は拒否した。嘉平2年（312年）、上党郡公に改められ、襄国に拠点を移した。嘉平4年（314年）、幽州の王浚を殺害するが、段匹磾が薊に入り以降は対立した。劉聡から驃騎大将軍・東単于とされた。嘉平5年（315年）には陝東伯を追加されるが、公や単于の地位はそのままであることから、（漢の）東方の覇者を意味する称号であったとみられる。麟嘉元年（316年）、拓跋部の協力を受けた劉琨を撃破し、晋の并州を降した。劉聡は停戦を言い渡したが、石勒は無視し、三国鼎立を念頭に露骨に自立を図った。もっとも、石勒の劉淵への服属そのものが初めから表面的なものに過ぎず、名目だけ漢の官爵を受けていた（当初はそれすら拒んでいた）自立勢力である石勒は晋と戦いながらも漢の勢力の及ばない東方へ更なる勢力拡大を行い、劉聡は王弥殺害などに対しても手を拱くしか無かったとする見解もある。
麟嘉3年（316年）7月、劉聡の病が重くなると、石勒を大将軍・録尚書事に任じて皇太子劉粲の補佐を命じるが、石勒はこれを固辞する。このため、補佐の件を取りやめて改めて大将軍に任じて10郡を与えるとする使者を派遣するが、石勒はこれも拒否した。程なく劉聡は病死する。

### 後趙建国
光初元年（318年）、靳準の乱で隠帝劉粲が殺されてしまう。長安にいた劉曜が皇帝に即位を宣言すると、10月に石勒を大司馬・大将軍・趙公として九錫を授けることで東西から靳準を挟撃しようとした。しかし、これは石勒にとっては西方に進出する好機であり、次第に双方の思惑にずれが生じることになる。
光初2年（319年）、靳準の乱を平定後に、劉曜と対立するようになった。孔萇が幽州を平定した。11月、24郡・戸数29万で趙王を称し、後趙を建国して、即位の年を趙王元年とした。張賓を大執法として朝政を総覧させ、石虎を単于元輔とした。趙王2年（320年）、祖逖によって黄河以南は東晋の支配下に入った、石勒は祖逖との融和に努めて、黄河以南を攻撃せず祖逖とは休戦状態になった。趙王3年（321年）、石虎が段匹磾と段文鴦を降服させた。
石勒は法律の施行・九品の決定・度量衡の統一・戸籍の作成・農業の奨励を行い、混乱した河北の秩序を回復させていった。
趙王4年（322年）、石弘を世子にして、黄河以南へ攻撃を再開した。張賓が死去し、代えて程遐に朝政を総覧させた。趙王5年（323年）、曹嶷を滅ぼし青州を平定した。趙王7年（325年）、東晋と前趙の勢力を駆逐し洛陽を領有し、淮河北岸まで支配下に入れた。趙王8年（326年）、石虎に代えて石弘に鄴を任せ、王陽に補佐させた。趙王10年（328年）、師懽が黒兎を献上し、瑞兆として太和と建元した。7月、淮河を超え寿春を陥落させた。8月、劉曜の前趙に洛陽を占領されたが、12月に奪回して劉曜を捕虜にした。太和2年（329年）、劉曜を殺し、さらに長安を攻略して前趙を滅ぼした。張駿が使者を送って称藩し、華北の大半を平定した。太和3年（330年）には天王と称し、後趙を晋の金徳に続く水徳の王朝とした。8月、帝位に即き、建平と改元した。以降は江南の東晋と対峙した。
建平4年（333年）7月に崩御。帝位には石弘が即いた。

## 人物・逸話
漢人士大夫を登用して律令・官制を整えた。『趙書』などの史書を編纂させたといわれる。仏教を崇拝し、仏図澄を信奉したことでも知られる。
石勒自らは字が読めなかったが、他人に書物を読ませて聞くのを好み、様々に評論することがあった、酈食其の六国の後を立つるを勧め、印を刻み、将に之を授けんとせるを聞くに、大いに驚きて曰く「此の法は當に失せんとす。云何ぞ遂にして天下を得る有らんや？」。張良の諫むい至らば、迺ち曰く「頼いに此れ有るのみ」と。
また、過去の群雄について、「高皇に会ったら、（その部下となり）韓信や彭越と先陣を競うだろう。光武に会ったなら、互いに中原の鹿を追い（天下を争い）雌雄を決するだろう。大丈夫（立派な男）たる者、磊磊落落（「磊落」の強調）、日月が明るく輝くように物事を行うべきであって、曹孟徳や司馬仲達父子のように、孤児（献帝）や寡婦（明元皇后郭氏）を欺き、狐のように媚びて天下を取るような真似は絶対にできない」と評した。
若い頃に流浪したこともあり、従子の石虎を除くと親族がほとんどいなかったため、「異姓不要」の風潮が強い当時において他姓の養子を複数迎えて一族の強化を図ろうとした（直接の関連性はないが、500年後の五代十国時代の仮子に近い）。更に勃海の石璞（石苞の曾孫）を同姓のよしみで宗室の待遇を与えている。

## 石勒十八騎
石勒が群盗をしていた頃から付き従ってきた者たちを、石勒は十八騎と号した。石勒が群盗になった際に最初に付き従ったのが、王陽・夔安・支雄・冀保・呉豫・劉膺・桃豹・逯明の8人、後に郭敖・劉徴・劉宝・張曀僕・呼延莫・郭黒略・張越・孔豚・趙鹿・支屈六の10人が合流して十八騎となった。
石勒十八騎は石勒の覇業を支えて、後趙の華北制覇に大いに貢献した。

## 宗室

### 后妃
- 劉皇后（侍中劉閏の妹）
- 程氏（程遐の妹）

### 子
- 石興（最初の世子、早世）
- 石弘（太子、後の皇帝）
- 石宏（秦王）
- 石恢（南陽王）

### 養子
- 石斌（石虎の子）
- 石堪（旧姓は田、彭城王）
- 石生
- 石聡[12]